# سويسيكي

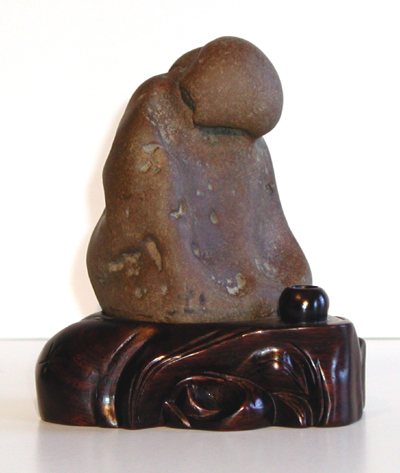
سويسكي على شكل شخص جالس.

سويسيكي (باليابانية: 水石) هو فن ياباني يختص بتجميع وتأمل الأحجار الطبيعية التي قد تأخذ الكثير من الأشخاص مثل أشكال الأشخاص، أو الحيوانات، أو التضاريس الطبيعية. يتم عادة وضع تلك الأحجار للزينة في غرف تحضير الشاي أو غرف الضيوف وغيرها من أماكن العرض.